# Своино
Своино — деревня в Суворовском районе Тульской области России. 
В рамках административно-территориального устройства входит в Марковскую сельскую территорию Суворовского района, в рамках организации местного самоуправления входит в Юго-Восточное сельское поселение.

## География
Расположена в 64 км к западу от центра города Тулы и в 10 км к северо-востоку от города Суворов.

## Население
| 2002 | 2010 |
| ---- | ---- |
| 150  | ↘136 |